# Gregariella chenui
Gregariella chenui är en musselart som först beskrevs av Recluz 1842.  Gregariella chenui ingår i släktet Gregariella och familjen blåmusslor. Inga underarter finns listade i Catalogue of Life.